# Ail de la Drôme
L'Ail de la Drôme est une indication géographique protégée (IGP) correspondant à une production d'ail cultivé dans une aire déterminée située dans le département de la Drôme (France). Cette production s'élève à environ 2 900 tonnes par an. Cette IGP a fait l'objet d'une demande officielle auprès des services de l'Union européenne et enregistrée le 17 août 2008.
L'organisme de défense et de gestion de cette IGP est l'« Association des producteurs d’ail de la Drôme » (Apad), qui regroupe deux organisations de producteurs, d'une part le groupement d'intérêt économique (GIE) « L’Ail drômois » et d'autre part la coopérative agricole « Allicop ». Chacune de ces organisations comprend une branche « ail de consommation » et une branche « semences ». L'ensemble comprend une centaine de producteurs adhérents.

## Histoire
En 1996, la « Confrérie des chevaliers de l'ail de la Drôme » est créée, lors des journées des plantes potagères à bulbes, à Montélimar. Début 2013, cet organisme regroupait 272 confrères. Cette culture automnale est déjà mentionnée par Olivier de Serres, dans son traité « Le Théâtre d'Agriculture et Mesnage des Champs »,. À la fin du XVIIIe siècle, la vente d'ail de la Drôme est mentionnée sur le marché de Valence.

## Caractéristiques du produit
L'ail de la Drôme est un bulbe, de variété automnal, de couleur blanche, pouvant avoir quelques flammes violettes. Deux variétés locales peuvent prétendre à cette appellation : « Messidrôme » et « Thermidrôme ». Ce bulbe classé catégorie I ou Extra est d'un diamètre de 45 millimètres. Son goût, alors que l'ail est frais, est légèrement sucré, et persistant en bouche, et d'une texture moelleuse.

## Aire géographique
L'aire géographique de l'appellation s'étend sur les 118 communes du département de la Drôme énumérées ci-dessous :
| Cantons                      | Communes |
| ---------------------------- | --- |
| Buis les Baronnies           | Buis-les-Baronnies Benivay-Ollon, Beauvoisin, Propiac, Mollans-sur-Ouvèze, Pierrelongue, La Penne-sur-l'Ouvèze, Mérindol-les-Oliviers                                                                            |
| Chabeuil                     | Upie, Montmeyran, La Baume-Cornillane |
| Crest-Nord                   | Crest-Nord, Ambonil, Allex, Eurre, Aouste, Mirabel-et-Blacons, Montclar-sur-Gervanne, Montoison, Vaunaveys, Cobonne, Suze, Beaufort-sur-Gervanne, Ourches, Gigors-et-Lozeron                                     |
| Crest-Sud                    | Crest-Sud, Grane, Chabrillan, Divajeu, La Répara, Auriples, Puy-Saint-Martin, Soyans, Piégros-la-Clastre, Saou, Chastel-Arnaud, Francillon, Autichamp, La Roche-sur-Grane                                        |
| Dieulefit                    | Roche-Saint-Secret-Béconne, Aleyrac, La Bégude-de-Mazenc, Le Poët, Laval-d'Aix, Souspierre, Eyzahut, Rochebaudin, Pont-de-Barret, Salettes                                                                       |
| Grignan                      | Grignan, Montjoyer, Réauville, Roussas, Valaurie, Chamaret, Colonzelle, Chantemerle-les-Grignan, Taulignan, Salles-sous-Bois, Montbrison-sur-Lez, Le Pègue, Rousset-les-Vignes, Saint-Pantaléon-les-Vignes       |
| Loriol-sur-Drôme             | Loriol-sur-Drôme, Livron-sur-Drôme, Cliousclat, Saulce-sur-Rhône, Mirmande |
| Marsanne                     | Marsanne, Les Tourrettes, La Coucourde, Savasse, Sauzet, Saint-Marcel-lès-Sauzet, La Bâtie-Rolland, Bonlieu-sur-Roubion, Saint-Gervais-sur-Roubion, La Laupie, Condillac, Roynac, Manas, Charols, Cléon-d'Andran |
| Montélimar-1 et Montélimar-2 | Montélimar, Ancône, Montboucher-sur-Jabron, Puygiron, Espeluche, Allan, Malataverne, La Touche, Portes-en-Valdaine, Rochefort-en-Valdaine, Châteauneuf-du-Rhône                                                  |
| Nyons                        | Nyons, Saint-Maurice-sur-Eygues, Piegon, Mirabel-aux-Baronnies, Vinsobres, Venterol |
| Pierrelatte                  | Pierrelatte, Donzère, La Garde-Adhémar, Les Granges-Gontardes |
| Portes-lès-Valence           | Portes-lès-Valence, Beaumont-lès-Valence, Montéléger, Beauvallon Étoile-sur-Rhône |
| Saint-Paul-Trois-Châteaux    | Saint-Paul-Trois-Châteaux, Rochegude, Tulette, Bouchet, Suze-la-Rousse, Saint-Restitut, La Baume-de-Transit, Solérieux, Clansayes, Montségur-sur-Lauzon                                                          |

Bien qu'elle soit enclavée dans cette aire géographique, l'enclave des papes, rattachée au département de Vaucluse, n'est pas incluse dans l'aire de l'IGP « Ail de la Drôme » tant par souci de cohérence avec le nom de l'IGP que parce que la culture de l'ail y est anecdotique.

## Conditions à respecter

### Lors de la production

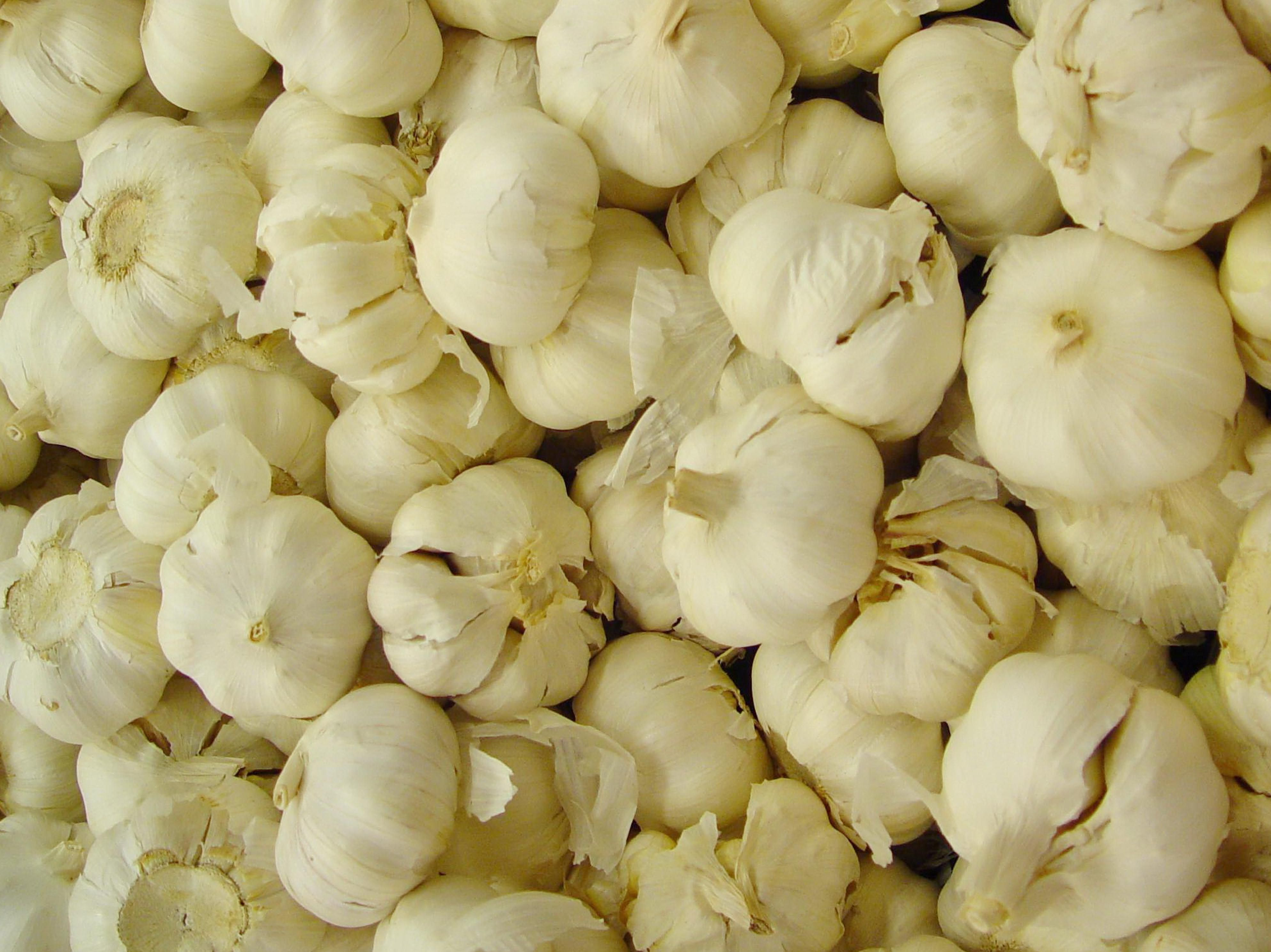
Têtes d'aulx de la Drôme

La culture de l'ail de la Drôme doit se faire sur un sol peu caillouteux et argileux ; la composition du sol, contrôlée, ne doit pas comporter plus de 10 % d'argile ; Les variétés de semences utilisables sont les « Messidrôme » et les « Thermidrôme » et doivent être certifiées par le service de contrôle de l'IGP. La densité de semi ne peut dépasser 900 kg/ha. Cette culture raisonnée permet la faible utilisation de fumure de fond et fertilisation azotée. Le désherbage est recommandé avant la levée des semences, mais un complément peut être fait en post-levée, dans certaines limites. L'utilisation d'inhibiteur de germination est strictement interdite. L'irrigation est possible, de façon raisonnée.

### Lors de la récolte et du stockage
Le séchage doit être effectué dans les 24 heures de la récolte en plein champ. Il peut être fait de façon naturelle ou dynamique, lors d'un arrachage manuel. Mais le séchage ne peut être dynamique, lors d'un arrachage équeuté et mécanique. Le séchage ne peut se faire que dans l'aire d'appellation. D'une durée de 3 jours minimum, l'ail prend le nom de demi-sec ; d'une durée de 21 jours minimum, l'ail prend le nom de sec. Pour le stockage, qui peut être fait à une température comprise entre −1 °C et 0 °C, l'utilisation d'inhibiteur de germination et de traitement par ionisation est interdite.